# Melhor jogador do mundo pela FIFA em 2007
O prêmio da FIFA de melhor jogador do mundo em 2007 foi dado ao brasileiro Kaká, com o argentino Lionel Messi em segundo e o português Cristiano Ronaldo em terceiro.
Classificação geral masculina:
| Pos. | Jogador             | Pontos | Equipa            |
| ---- | ------------------- | ------ | ----------------- |
| 1    | Kaká                | 1578   | AC Milan          |
| 2    | Lionel Messi        | 684    | Barcelona         |
| 3    | Cristiano Ronaldo   | 587    | Manchester United |
| 4    | Drogba              | 209    | Chelsea FC        |
| 5    | Ronaldinho          | 109    | FC Barcelona      |
| 6    | Gerrard             | 68     | Liverpool FC      |
| 7    | Pirlo               | 57     | AC Milan          |
| 8    | Thierry Henry       | 54     | Barcelona         |
| 9    | Fabio Cannavaro     | 47     | Real Madrid       |
| 10   | Gianluigi Buffon    | 37     | Juventus          |
| 11   | Franck Ribéry       | 35     | Bayern Munique    |
| 12   | Ricardo Quaresma    | 32     | FC Porto          |
| 13   | Samuel Eto'o        | 28     | Barcelona         |
| 13   | Wayne Rooney        | 28     | Manchester United |
| 14   | Miroslav Klose      | 21     | Bayern Munique    |
| 15   | Michael Essien      | 20     | Chelsea           |
| 16   | Juan Román Riquelme | 19     | Boca Juniors      |
| 17   | Petr Čech           | 18     | Chelsea           |
| 17   | Ruud van Nistelrooy | 18     | Real Madrid       |
| 19   | Frank Lampard       | 11     | Chelsea           |
| 20   | Deco                | 9      | Barcelona         |
| 20   | Juninho             | 9      | Lyon              |
| 22   | Gennaro Gattuso     | 8      | AC Milan          |
| 23   | John Terry          | 6      | Chelsea           |
| 23   | Patrick Vieira      | 6      | Internazionale    |
| 25   | Rafael Márquez      | 5      | Barcelona         |
| 26   | Fernando Torres     | 4      | Liverpool         |
| 27   | Alessandro Nesta    | 2      | AC Milan          |
| 28   | Carlos Tévez        | 1      | Manchester United |

## Classificação Geral feminina
| Pos. | Jogador      | Pontos | Time             |
| ---- | ------------ | ------ | ---------------- |
| 1    | Marta        | 988    | Umea IK          |
| 2    | Birgit Prinz | 507    | 1. FFC Frankfurt |
| 3    | Cristiane    | 150    | VfL Wolfsburg    |